# Mayte Martín (escritora)
Mayte Martín (Las Palmas de Gran Canaria, 21 de mayo de 1964) es el nombre artístico de María Teresa Martín Martín, escritora y periodista española y directora del Festival de género negro y policíaco LPA Confidencial.

## Trayectoria
Cursó estudios de diplomatura de Detective Privado y Periodismo en la Universidad Complutense de Madrid. Cuenta con el Máster de Periodismo organizado por Prensa Canaria entre las universidades de Las Palmas de Gran Canaria y la Complutense de Madrid. Como periodista ha trabajado en diversos medios de comunicación así como freelance a nivel local, nacional e internacional. Fue redactora en la revista literaria digital Dragaria, dirigida por el escritor y periodista Manuel M. Almeida.
Como escritora, ha publicado varios libros e imparte talleres de escritura creativa. Además, es la directora del primer Festival de género negro y policiaco LPA Confidencial en Canarias, que celebró su primera edición en Las Palmas de Gran Canaria en noviembre de 2020.

## Reconocimientos
Está incluida en Antología de 100 Escritoras canarias, de la investigadora María del Carmen Reina Jiménez, y en el libro Generación 21: Nuevas novelistas canarias (Ediciones Idea, 2020), en la que se recogen textos de doce mujeres novelistas canarias.
En 2020 se hizo con el tercer premio en el XXIV Certamen Literario de Declaraciones de Amor, concurso convocado por el Área de Cultura del Ayuntamiento de Paradas (Sevilla).

## Obra
- 2012 - Sin tu permiso, editorial Bubok, Madrid[16]
- 2016 - Reflexiones en blanco y negro de microrrelatos y prosa poética, Beginbook Ediciones, ISBN: 978-84-946387-8-7
- 2018 - Espiral del Silencio, Editorial Idea-Aguere, ISBN: 978-84-17360-73-3[17]
- 2025 - Desde mis sábanas lilas, Editorial Mercurio, ISBN: 979-13-87704-53-7 [18]